# César-Mansuète Despretz
César-Mansuète Despretz (* 1789/92 in Lessines, Belgien; † 15. März 1863 in Paris) war ein belgisch-französischer Physiker.

## Leben und Werk
Despretz studierte Chemie und Physik in Paris. Er wurde zunächst Lehrer in Brügge, nach der Restauration in Frankreich (1814/15) Professor für Physik an der École polytechnique und 1824 am Collège Henri IV. in Paris. 1822 hatte er als Erster Senfgas hergestellt. 1827 erkannte er die Ungenauigkeit des Mariottschen Gesetzes für reale Gase. Er entwickelte eigene Apparate zur Druckmessung. 1837 erhielt er den Lehrstuhl für Physik an der Sorbonne und im folgenden Jahr die französische Staatsbürgerschaft. Ab 1841 war er Mitglied der Akademie der Wissenschaften in Paris. 1859 wurde er als auswärtiges Mitglied in die Bayerische Akademie der Wissenschaften aufgenommen. Er arbeitete an Batterien und kam 1849 auf die Idee, die Temperatur des elektrischen Lichtbogens auszunutzen. Er baute eine Kohlenretorte. Den negativen Pol des Bogens bildete ein Kohlestab, die Retorte bildete den positiven Pol.